# Deutsche Poolbillard-Meisterschaft 2016 (Ladies)
Die Deutsche Poolbillard-Meisterschaft 2016 war die 16. Austragung zur Ermittlung der nationalen Meistertitel der Ladies (Ü-40-Seniorinnen) in der Billardvariante Poolbillard. Sie wurde vom 7. bis 13. November 2016 in der Wandelhalle in Bad Wildungen im Rahmen der Deutschen Billard-Meisterschaft ausgetragen.
Es wurden die Deutschen Meisterinnen in den Disziplinen 8-Ball, 9-Ball und 10-Ball ermittelt.

## Medaillengewinner
| Disziplin | Gold                          | Silber                                   | Bronze                          | Bronze                                 |
| --------- | ----------------------------- | ---------------------------------------- | ------------------------------- | -------------------------------------- |
| 8-Ball    | Susanne Wessel (PBC Castrop)  | Karin Bogs (Bf Duisburg 02)              | Anke Liepelt (PBSG Wolfsburg)   | Wienke Thamsen (BC Colours Düsseldorf) |
| 9-Ball    | Anke Liepelt (PBSG Wolfsburg) | Manuela Barke (BC Schalke Gelsenkirchen) | Martina Bund (1. PBF Porz-Eil)  | Anja Hehre (BFC Fortuna Berlin)        |
| 10-Ball   | Anke Liepelt (PBSG Wolfsburg) | Alexandra Orak (BC 73 Pfeffenhausen)     | Karin Michl (Fortuna Straubing) | Susanne Wessel (PBC Castrop)           |

## Modus
Die 32 Spielerinnen, die sich über die Landesmeisterschaften der Billard-Landesverbände qualifiziert haben, traten zunächst im Doppel-K.-o.-System gegeneinander an. Ab dem Achtelfinale wurde im K.-o.-System gespielt.

## Wettbewerbe

### 8-Ball
Der Wettbewerb in der Disziplin 8-Ball fand vom 7. bis 9. November 2016 statt.

### 9-Ball
Der Wettbewerb in der Disziplin 9-Ball fand vom 10. bis 11. November 2016 statt.

### 10-Ball
Der Wettbewerb in der Disziplin 10-Ball fand vom 12. bis 13. November 2016 statt.